# Skeppsbron, Malmö

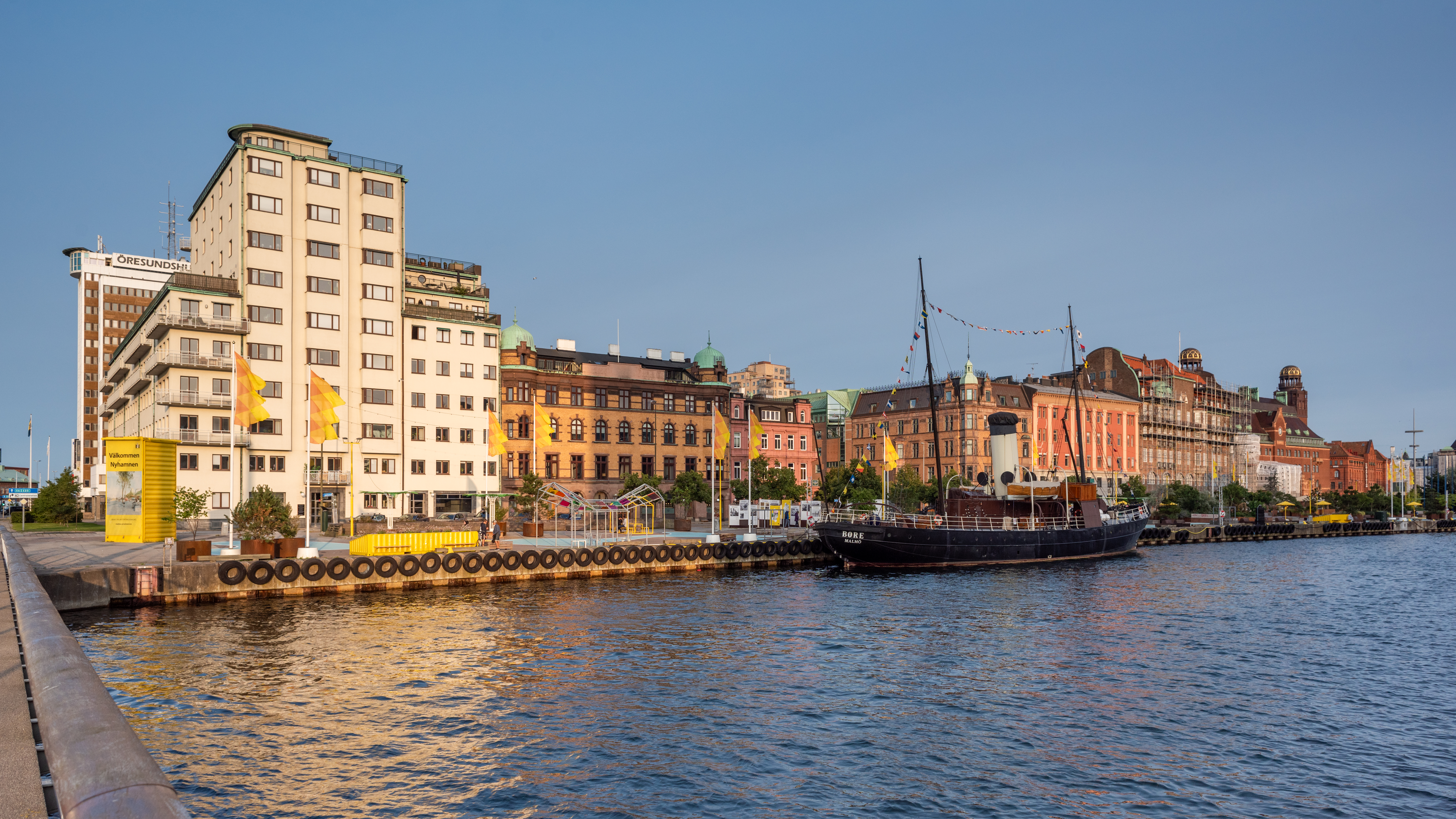
Skeppsbron, sommaren 2024

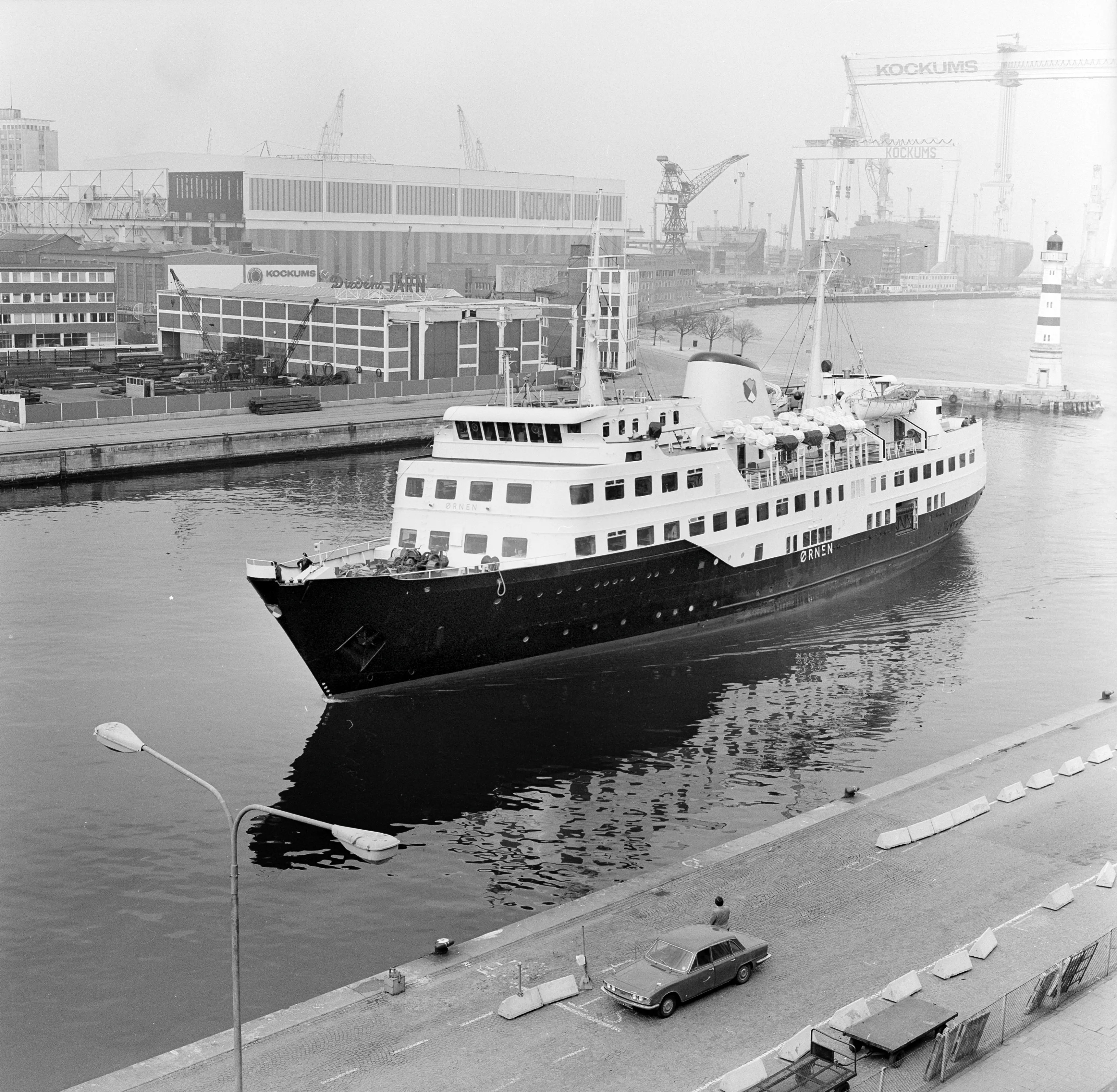
M/S Ørnen ankommmer till Skeppsbron från Havnegade i Köpenhamn, 1975. I bakgrunden ses Kockums varv med Kockumskranen

Skeppsbron är en hamnkaj och gata belägna i Inre hamnen i Malmö. Längs kajen ligger bland annat den öppna platsen Posthusplatsen, och härpå Centralposthuset samt Malmö centralstation intill. På den motsatta sidan av kanalen ligger Hjälmarekajen, där vid båda kajerna ligger även en handfull fartyg förtöjda, däribland ett med restaurang vid Skeppsbron. Skeppsbron var även den typiska kajen för färjor med Malmö-Köpenhamn som destination.

## Historik
Efter hamnens tillkomst 1775 tycks denna sträckning ha kallats Öster Kaj (A.U. Isbergs karta 1875), innan hamndirektionen och magistraten 1880 fastställde namnet Östra Kajgatan. Det sistnämnda namnet ersattes med det nuvarande efter beslut i stadsfullmäktige år 1911. Namnet har emellertid äldre rötter. Innan hamnens tillkomst ledde sedan gammalt en pålad brygga rakt ut i havet mitt för nuvarande Frans Suellsgatan. Denna brygga, där mindre båtar kunde lägga till, kallades ursprungligen Fergebroen (danskt), men kom under svensktiden att i regel kallas Skeppsbryggan eller Skeppsbron. 
Sedan 1984 inräknas även södra delen av Ångbåtsbron i Skeppsbron. Fram till 2002 trafikerades Skeppsbron av Öresundsbåtarna som gick mellan Skeppsbron och Havnegade i Köpenhamns hamn.